# Typhlodromalus feresi
Typhlodromalus feresi är en spindeldjursart som beskrevs av Lofego, Moraes och D. McMurtry 2000. Typhlodromalus feresi ingår i släktet Typhlodromalus och familjen Phytoseiidae. Inga underarter finns listade i Catalogue of Life.